# 中村行宏
中村 行宏（なかむら ゆきひろ、1953年6月22日 - ）は、日本のテレビプロデューサー、テレビ神奈川（tvk）元代表取締役社長。

## 概要
- 神奈川県横浜市緑区在住。
- 1972年 早稲田大学高等学院卒業。
- 1976年 早稲田大学政治経済学部卒業後、tvkに入社。業務推進本部営業部。
- 1980年 業務本部大阪支社。
- 1984年 報道制作局ワイド番組部。
- 1988年 営業局営業部。
- 1992年 編成局編成部。
- 1994年 報道制作局報道部次長・プロデューサー。
- 1997年 報道制作局報道部。
- 1999年 報道制作局報道部次長・プロデューサー。
- 同年 営業局東京支社営業部長。
- 2002年 放送本部報道制作局報道部長。
- 報道制作局解説室長。
- 2008年6月24日 営業本部事業局長・営業局長。
- 2010年6月22日 営業本部長。
- 2011年6月24日 取締役営業本部長。一時期、tvkコミュニケーションズ取締役（エンタープライズカンパニー・エコライフカンパニー執行役員兼務）兼務。
- 2013年6月27日 取締役(総務・労務・営業担当)・総務局長・社長室長。
- 2014年6月1日 取締役(総務・労務・営業担当)。
- 2014年6月23日 代表取締役社長[1]。
- 2020年6月27日-2022年6月 取締役相談役。
- 2024年 - 旭日小綬章受章[2][3]。

## 過去の出演番組
- おしゃべりトマト(ディレクター)
- HAMA大国（MC 1997.4-1999.3）
- tvk報道特番（メインキャスター・プロデューサー 第18回参議院議員通常選挙特番より）
- ニュース930（メインキャスター・プロデューサー 2002.4-2008.7）
- あっぱれ!年越し大行進2002〜2003（生出演）